# Gongo Soco (mina de ouro)
Gongo Soco é um testemunho de um dos ciclos mais marcantes na economia nacional, o ciclo do ouro. O sítio tem sua história iniciada em 1745, quando o cavouqueiro Bitencourt encontrou ouro nos cursos d’água que cortam a região. No final do século passado, foi adquirido por João Batista Ferreira e em 1825, a mina foi comprada por ingleses da Cornualha, que operaram entre 1826 a 1856, criando ali um florescente povoado britânico tropical, com hospital, capela e cemitério particular. Ficou paralisada durante muito tempo e em 1986, foi adquirida pela Mineração Socoimex que mantém até hoje resguardado o acervo ambiental e histórico da região.

## Cemitério dos Ingleses
Trata-se do local onde estão sepultados os trabalhadores da primeira empresa britânica no Brasil Imperial (Brasilian Gold Mining), que o comprou do Barão de Catas Altas (João Batista Ferreira de Souza Coutinho), por 79 mil libras esterlinas. Nesse cemitério, situado no alto de uma colina e delimitado por um muro de pedras, encontram-se atualmente 10 lápides, algumas com inscrições em inglês, ornamentadas com desenhos apurados no granito e na pedra sabão. Sabe-se que os ingleses eram sepultados de cócoras, tradição da Cornualha.